# Bartoszyce (Landgemeinde)
Die gmina wiejska Bartoszyce ist eine selbständige Landgemeinde in Polen im Powiat Bartoszyce in der Woiwodschaft Ermland-Masuren. Ihr Sitz befindet sich in der Stadt Bartoszyce (deutsch Bartenstein). Die Landgemeinde, zu der die Stadt Bartoszyce selbst nicht gehört, hat eine Fläche von 427,8 km², auf der (Stand: 31. Dezember 2020) 10.630 Menschen leben.

## Geographie
Die Landgemeinde liegt im Norden der Woiwodschaft und grenzt im Norden an die Oblast Kaliningrad. 71 % des Gemeindegebiets werden landwirtschaftlich genutzt, 16 % sind mit Wald bedeckt. Das Gebiet umgibt die Stadt Bartoszyce vollständig und es umfasst 32,7 % der Fläche des Powiats.
Nachbargemeinden sind:
- die Stadt Bartoszyce sowie die Landgemeinden Bisztynek (Bischofstein), Górowo Iławeckie (Landsberg) und Sępopol (Schippenbeil) im Powiat Bartoszyce;
- die Landgemeinden Kiwity (Kiewitten) und Lidzbark Warmiński (Heilsberg) im Powiat Lidzbarski,
- die Stadt Bagrationowsk (Preußisch Eylau) und die Landgemeinde Gwardeiskoje (Mühlhausen) im russischen Rajon Bagrationowsk,
- die Landgemeinde Domnowo (Domnau) im russischen Rajon Prawdinsk.

## Geschichte
Von 1975 bis 1998 gehörte die Landgemeinde zur Woiwodschaft Olsztyn.

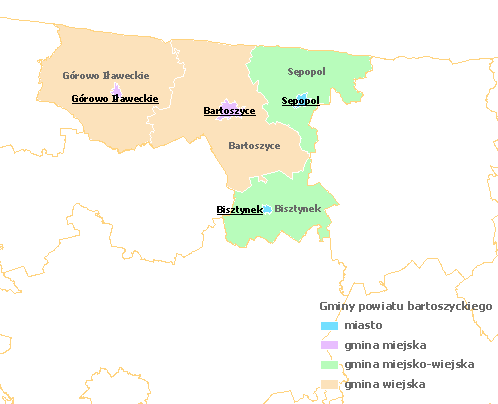
Lage der Gmina Bartoszyce im Powiat Bartoszycki

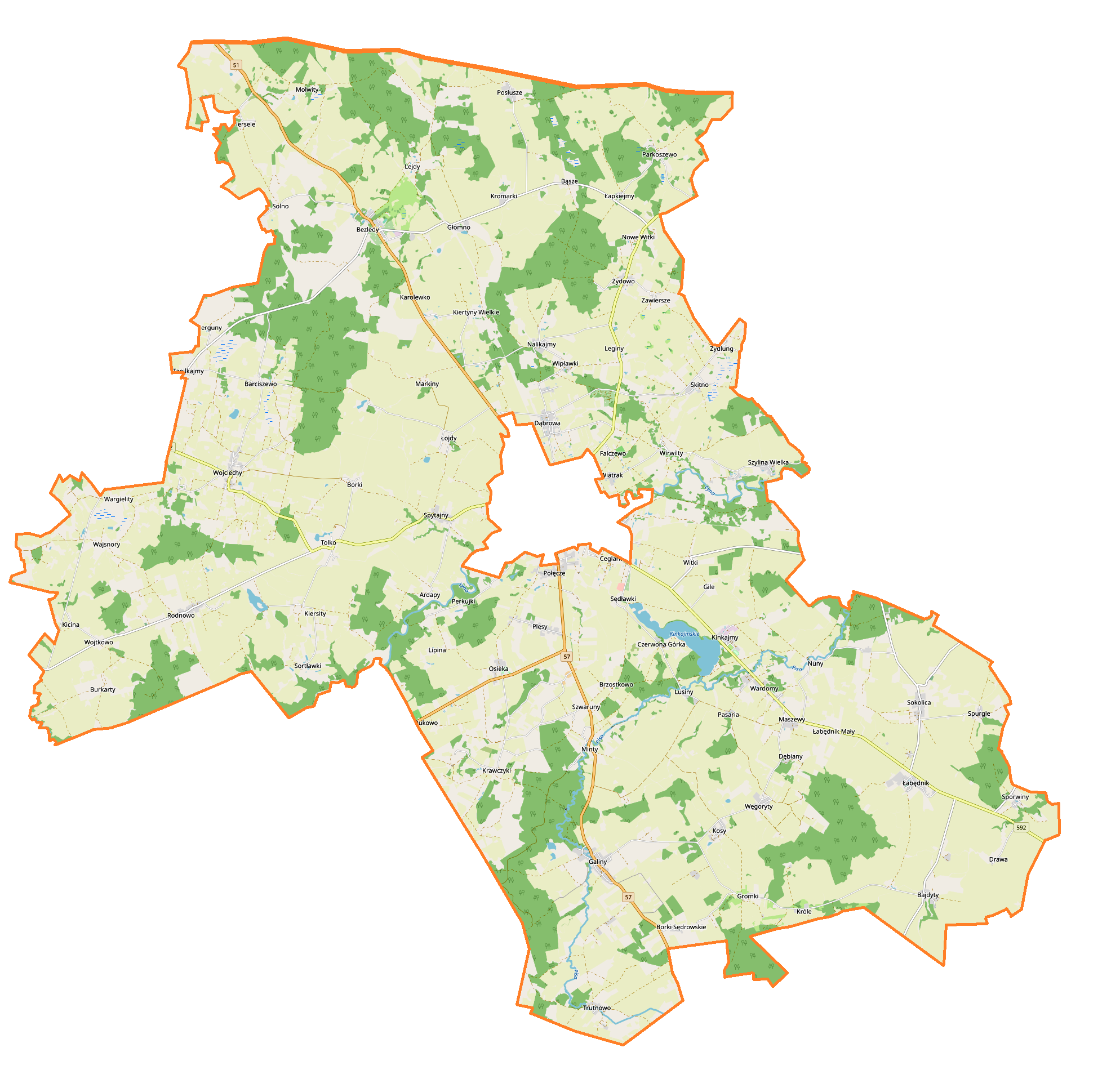
Ortsplan der Gmina Bartoszyce

## Persönlichkeiten
- Hermann von Berg-Perscheln (1814–1880), Landrat und Mitglied des Preußischen Abgeordnetenhauses

## Gemeindegliederung
Zur Landgemeinde Bartoszyce gehören 111 Ortschaften, die 31 Sołectwo (Schulzenämtern) zugeordnet sind:
- Ardapy (Ardappen)
- Bajdyty (Bethen, Beyditten (ab 1934))
- Barciszewo (Bartelsdorf)
- Bąsze (Bonschen)
- Bezledy (Beisleiden)
- Bieliny (Bellienen)
- Borki (Borken)
- Borki Sędrowskie (Zanderborken)
- Brzostkowo (Brostkersten)
- Bukowo (Buchau)
- Burkarty (Borchertsdorf)
- Ceglarki (Ernsthof)
- Ciemna Wola (Dietrichswalde)
- Czerwona Górka (Rothgörken)
- Dąbrowa (Damerau)
- Dębiany (Lackmedien)
- Drawa (Groß Sonnenburg)
- Falczewo (Fauthshof)
- Galinki (Klein Gallingen)
- Galiny (Gallingen)
- Ganitajny (Gomtehnen)
- Gile (Hilff)
- Glitajny (Glittehnen)
- Głomno (Glommen)
- Gromki (Grommelsdorf)
- Gruda (Louisenruh)
- Kicina (Liebhausen)
- Kiersity (Kirschitten),
- Kiertyny Małe (Klein Kärthen)
- Kiertyny Wielkie (Groß Kärthen)
- Kinkajmy (Kinkeim)
- Klekotki (Charlottenberg)
- Kosy (Quossen)
- Krawczyki (Krafftshagen, Kraftshagen (ab 1912))
- Króle (Königs)
- Kromarki (Kromargen)
- Leginy (Legienen)
- Lejdy (Legden)
- Lipina (Oberhausen)
- Lusiny (Losgehnen, Loschehnen (ab 1934))
- Łabędnik (Groß Schwansfeld)
- Łapkiejmy (Lapkeim)
- Łojdy (Loyden)
- Łoskajmy (Loschkeim)
- Markiny (Markienen)
- Maszewy (Maxkeim)
- Matyjaszki (Mathiashof)
- Merguny (Marguhnen)
- Minti (Minten)
- Molwity (Mollwitten)
- Nalikajmy (Liekeim)
- Nuny (Nohnen)
- Osieka (Hermenhagen)
- Parkoszewo (Perkau)
- Perkujki (Perkuiken)
- Piergozy (Perguschen)
- Piersele (Perscheln)
- Pilwa (Pillwen)
- Plęsy (Plensen)
- Połęcze (Polenzhof)
- Posłusze (Poschloschen)
- Rodnowo (Reddenau)
- Sędławki (Sandlack)
- Skitno (Skitten)
- Sokolica (Falkenau)
- Solno (Zohlen)
- Sortławki (Sortlack)
- Sporwiny (Sporwienen)
- Spurgle (Sporgeln)
- Spytajny (Spittehnen)
- Szczeciny (Stettinen)
- Szwarunki (Klein Schwaraunen)
- Szwaruny (Groß Schwaraunen)
- Tolko (Tolks)
- Tapilkajmy (Tappelkeim)
- Tromity (Tromitten)
- Trutnowo (Trautenau)
- Wajsnory (Weischnuren)
- Wardomy (Wordommen)
- Wargielity (Worglitten)
- Węgoryty (Wangritten)
- Wiatrak (Schreibershöfchen)
- Wipławki (Wieplack, Wieplauken (ab 1934))
- Wirwilty (Wehrwilten)
- Witki (Aßmanns)
- Wojciechy (Albrechtsdorf)
- Wojtkowo (Markhausen)
- Wola (Groß Wolla, Großwallhof (ab 1938))
- Wólka (Klein Wolla, Kleinwallhof (ab 1938))
- Wyręba (Kraphausen)
- Zawiersze (Sauerschienen)
- Żydowo (Siddau)